# Методи визначення митної вартості товару
Нарахування мита на товари та інші предмети, які підлягають обкладенню митом, здійснюється на основі їх митної вартості.. Визначення митної вартості товарів, які ввозяться в Україну відповідно до митного режиму імпорту, здійснюється за такими методами (кожний наступний метод застосовується лише у разі, якщо митна вартість товарів не може бути визначена шляхом застосування попереднього методу):

## За ціною договору щодо товарів, які імпортуються (вартість операції)
Цей метод є основним при визначенні митної вартості. Основу даного методу становить «ціна угоди». Під ціною угоди розуміється ціна, фактично сплачена, або така, що підлягає сплаті при продажу товарів на експорт у країну імпорту, скоригована з урахуванням встановлених додаткових нарахувань до ціни.
Коли остаточно встановлено, що ціна угоди відсутня чи не може бути визначена або не може використовуватися для визначення митної вартості, слід переходити до інших методів оцінки.

## За ціною договору щодо ідентичних товарів
Суть цього методу полягає в тому, що митна вартість оцінюваних (ввезених) товарів визначається шляхом використання як вихідної бази для її розрахунку ціни угоди з ідентичними товарами, митна вартість яких була визначена за методом 1 і прийнята митними органами.
Ідентичними вважають товари, однакові з оцінюваними товарами, у тому числі за такими ознаками: фізичні характеристики, якість, репутація на ринку, країна походження, виробник.
Ідентичними не є товари, які після ввезення в Україну піддалися інженерно-конструкторській переробці, дизайн яких був змінений в Україні повністю або частково за рахунок покупця.

## За ціною договору щодо подібних (аналогічних) товарів.
Під подібними розуміються товари, які не є ідентичними, але мають подібні характеристики і складаються зі схожих компонентів, що дає можливість використовувати їх з тією ж метою, що й товари, які підлягають оцінці, і можуть бути взаємозамінними.
Товари не вважаються однорідними, якщо їх проектування, дослідно-конструкторські роботи над ними, художнє оформлення, дизайн, ескізи і креслення та інші аналогічні роботи виконані після ввезення в Україну.

## На основі віднімання вартості
За базу визначення митної вартості приймається ціна одиниці товару, за якою оцінювані ідентичні чи однорідні товари продаються найбільшою партією на території України у час, максимально наближений до часу ввезення покупцю, незалежному від продавця.
Митна вартість на основі «віднімання» (МВ) визначається за формулою:
МВ = ЦІ- (ВК + НП + ВП+ СМП + ВД),
де ЦІ— ціна одиниці товару; ВК— витрати на комісійні винагороди; НП — звичайні надбавки на прибуток; ВП — загальні витрати у зв'язку з продажем на митній території України товарів того ж класу; СМП — сума митних платежів, що підлягає сплаті в Україні у зв'язку з ввезенням товару; ВД — витрати на навантаження, розвантаження, транспортування і страхування, понесені в Україні.

## На основі додавання вартості (обчислена вартість)
Оцінка митної вартості здійснюється шляхом складання різних видів витрат та прибутку експортера.
Митна вартість на основі додавання (МВ) визначається за формулою:
МВ = ВВ+ВД + НП + ВП+ЛП+ЧП,
де ВВ — вартість матеріалів і витрат, понесених виробником у зв'язку з виробництвом оцінюваних товарів; ВД — витрати на навантаження, розвантаження, транспортування і страхування, понесені в Україні; НП— прибуток, що отримує експортер; ВП— витрати, понесені покупцем; ЛП — ліцензійні та інші платежі за використання об'єктів інтелектуальної власності, які покупець повинен здійснити як умову експорту товару, що оцінюється; ЧП—відповідна частина прибутку від подальшого перепродажу товарів, що накопичується у продавця.

## Резервний метод
Визначення митної вартості за резервним методом здебільшого здійснюється спеціально створеною комісією, яка надає експертну оцінку об'єкту, що перетинає кордон. При використанні даного методу припускається більша порівняно з іншими методами гнучкість, тобто використання цінових довідників, що містять повний опис товарів на асортиментному рівні; каталогів і подібних видань, даних про біржові котирування цін; використання статистичних даних про звичайні рівні комісійних, знижок, прибутку, тарифів на транспорт тощо.

## Визначення митної вартості товарів при імпорті
Визначення митної вартості товарів, які ввозяться на митну територію України, здійснюється шляхом застосування наступних методів (ст. 57 МКУ):
- за ціною угоди щодо товарів, які імпортуються (метод 1);
- за ціною угоди щодо ідентичних товарів (метод 2);
- за ціною угоди щодо подібних (аналогічних) товарів (метод 3);
- на основі віднімання вартості (метод 4);
- на основі додавання вартості (метод 5);
- резервного (метод 6) [4].

Наступні методи визначення митної вартості застосовуються таким чином:
1. Якщо митна вартість не може бути визначена за методом 1, проводиться процедура консультацій між митним органом та декларантом з метою обґрунтованого вибору підстав для визначення митної вартості відповідно до методу 2 і 3.
2. У ході таких консультацій митний орган та декларант можуть здійснити обмін наявною у кожного з них інформацією за умови додержання вимог щодо її конфіденційності.
3. У разі неможливості визначення митної вартості товарів, які імпортуються в Україну, відповідно до методу 2 і 3 за основу може братися або ціна, за якою оцінювані ідентичні або подібні (аналогічні) товари були продані в Україні не пов'язаному з продавцем покупцю відповідно до методу 4, або обчислена відповідно до методу 5 вартість товарів.

При цьому кожний наступний метод застосовується, якщо митна вартість товарів не може бути визначена шляхом застосування попереднього методу.

Методи на основі віднімання (метод 4) та додавання вартості (метод 5) можуть застосовуватися у будь-якій послідовності на розсуд декларанта.
У разі якщо неможливо застосувати жоден із зазначених методів, митна вартість визначається за резервним методом (метод 6) .
За ціною угоди. Митна вартість імпортованого товару може визначатися за ціною угоди, що була фактично сплачена або підлягає сплаті за товар на момент перетину митного кордону з додаванням до неї таких витрат:
- витрати на завантаження, розвантаження та обробку оцінюваних товарів, пов'язані з їх транспортуванням до аеропорту, порту або іншого місця ввезення на митну територію України;
- витрати на страхування товарів; витрати на транспортування оцінюваних товарів до аеропорту, порту або іншого місця ввезення на митну територію України;
- роялті та ліцензійні платежі, які стосуються оцінюваних товарів та які покупець повинен сплачувати прямо чи опосередковано як умову продажу оцінюваних товарів, якщо такі платежі не включаються до ціни, що була фактично сплачена або підлягає сплаті. Зазначені платежі можуть включати платежі, які стосуються патентів, знаків для товарів і послуг та авторських прав [6].

Ціна, що була фактично сплачена або підлягає сплаті - це загальна сума всіх платежів, які були здійснені або які повинні бути здійснені покупцем оцінюваних товарів на користь продавця та/або на користь продавця через третіх осіб, та/або на пов'язаних з продавцем осіб. Такі платежі можуть бути здійснені прямо або опосередковано шляхом переказу грошей, акредитива, інкасування або за допомогою інших розрахунків (вексель, передача цінних документів тощо).
Виходячи з норм СОТ, під час контролю митної вартості, визначеної за ціною угоди щодо товарів, які імпортуються (метод 1) митний орган повинен упевнитись:
1. Що виконуються усі умови застосування методу 1.
2. У точності задекларованої митної вартості, тобто врахування всіх належних додавань до неї.
3. У достовірності задекларованої митної вартості, тобто у відсутності фальсифікації документів та перекручення відомостей про митну вартість.
4. В разі відсутності зауважень, митний орган повинен прийняти ціну угоді як базу для визначення митної вартості. При цьому наявність інших цін в базі митного органу значення не має [5].

За ціною угоди щодо ідентичних товарів. За ціною угоди щодо ідентичних товарів митна вартість визначається у разі неможливості використання першого методу. Ідентичність товарів перевіряється за фізичними характеристиками, їхньою якістю та репутацією на ринку, країною походження та виробником. Незначні зовнішні відмінності не можуть бути причиною відмови вважати товар ідентичним. Разом з тим, обмеження застосування цього методу полягає в тому, що ідентичні товари вже продані до країни імпорту та вивезені одночасно з оцінюваними або не раніше ніж за 90 днів. Окрім того, комерційні умови та кількість ввезених товарів приблизно однакові.
За ціною угоди щодо подібних товарів. Метод визначення митної вартості, де за основу розрахунку береться ціна угоди щодо подібних товарів, вважає подібними товари, які мають схожі характеристики та створені зі схожих компонентів, внаслідок чого вони виконують однакові функції. Крім того, ці товари мають вважатися комерційно взаємозамінними. Ідентифікуючи їх, слід враховувати якість, наявність товарного знаку, репутацію на ринку, країну походження та товаровиробника .

Однак, при використанні методів оцінки товарів за ціною угоди щодо ідентичних товарів та за ціною угоди щодо подібних (аналогічних) товарів треба пам'ятати про застереження щодо умов їх застосування, які регламентуються ст. 270 МКУ:
- товари не вважаються ідентичними чи подібними (аналогічними) оцінюваним, якщо вони не були вироблені в тій же країні, що і товари, які оцінюються.
- товари, виготовлені не виробником оцінюваних товарів, а іншою особою, беруться до уваги лише у разі, якщо немає ні ідентичних, ні подібних (аналогічних) товарів, виготовлених особою - виробником товарів, які оцінюються.
- товари не вважаються ідентичними чи подібними (аналогічними), якщо їх проектування, дослідно-конструкторські роботи, художнє оформлення, дизайн, ескізи, креслення, а також інші аналогічні роботи виконані в Україні [4].

На основі віднімання вартості. Визначення митної вартості товарів за оцінкою на основі віднімання вартості застосовується, якщо оцінювані ідентичні чи подібні товари продаватимуться у країні в незміненому стані.
Основою розрахунку вважається ціна одиниці товару, за якою зазначені ідентичні, чи подібні товари продаються найбільшою партією на території країни імпорту в термін, максимально наближений до часу ввезення, але не пізніше 90 днів з дати ввезення оцінюваних товарів. Разом з тим, продавець та покупець не можуть бути взаємозалежними. Від ціни одиниці товару віднімаються виплати на комісійні винагороди, звичайні надбавки на прибуток, загальні витрати з продажу товару того ж класу та виду в країні імпорту, а також суми імпортного мита, податків, зборів, інших платежів, сплачені у разі ввезення чи продажу товару в країні імпорту. Крім того, віднімаються витрати на транспортування, страхування, навантаження та розвантаження в країні імпорту. За відсутності даних на товар, ціну якого можна взяти за основу розрахунку, за певних умов може використовуватись ціна одиниці товару, що пройшов переробку, з коригуванням на додану вартість.
На основі додавання вартості. Метод визначення митної вартості, що базується на додаванні вартості передбачає, що за основу береться ціна, розрахована шляхом додавання вартості матеріалів та витрат підприємства-виробника на виробництво цього товару, загальних затрат на транспортування, розвантаження, завантаження, страхування з країни-експортера до перетину митного кордону країни-імпортера, а також прибутку, який звичайно отримує експортер у разі імпорту таких товарів.
Резервний метод. Якщо визначити митну вартість товару переліченими методами не можна, застосовується резервний метод, за яким вона встановлюється з огляду на світову практику. В такому разі не використовуються ціни внутрішнього ринку країни-експортера, ціни країни-експортера на товари, що вивозяться до третіх країн, а також довільно встановлені чи достовірно не підтверджені ціни .